# Erichthonios
Erichthonios (latinsky Erichthonius, řecky Ἐριχθόνιος, někdy psáno Erichthonios) je v řecké mytologii jméno nejméně dvou postav – Erichthonia z Athén a Erichthonioa z Dardanie.

## Erichthonios z Athén
Byl syn boha ohně a kovářství Héfaista, stal se druhým athénským králem. Bývá také nazýván Erechtheus a toto jméno také nese jeho syn a nástupník na athénském královském trůnu.
Kolem původu Erichthonia je mnoho dohadů a nesrovnalostí, asi nejrozšířenější verze je tato: když si bohyně Athéna nechala u Héfaista dělat vlastní zbroj, kovář bohů nechtěl za práci peníze, ale její přízeň. Pokusil se ji znásilnit, ale Athéna se mu vytrhla, jeho sémě dopadlo na zem a oplodnilo matku Zemi. Nikdo si očekávané dítě nechtěl vzít na starost a odpovídat za jeho výchovu.
Athéna se ho však nakonec ujala a chlapec byl pojmenován Erichthonios. Dítě ukryla do posvátného košíku, ten svěřila Aglauře, nejstarší dceři athénského krále Kekropa, a nařídila jí, aby dítě přísně střežila. Kekrops byl synem matky země a narodil se jako napůl člověk, napůl had a stejně tak vypadal Erichthonios, takže se předpokládalo, že Kekrops je jeho otcem. Když Aglauros a její sestry Hersé a Pandrosos už nedokázaly zkrotit svou zvědavost a košík otevřely, uviděly dítě s hadím ocasem místo nohou a vedle něj leží obrovský had, v panické hrůze se vrhly z athénské Akropole do propasti.

Když Erichthonios dospěl, stal se později zakladatelem Athén a jejich králem. Do mýtů se zapsal prý zejména třemi činy:
- první zapřáhl do vozu koně
- první zoral pluhem zemi
- první zavedl slavnost panathénají na počest bohyně Athény

Po smrti byl prý přenesen na nebe, bohové ho proměnili v souhvězdí Vozataje čili Boóta.

## Erichthonios z Dardanie
Byl syn dardanského krále Dardana a vnukem samotného nejvyššího boha Dia. Jeho manželkou byla Astyocha, která mu dala syna Tróa, jehož syn Ílos byl zakladatelem Tróje.
Píše se o něm, že byl velmi bohatý, mimo jiné vlastnil na tři tisíce klisen. Prý sám Boreás v podobě černého hřebce jich dvanáct oplodnil a narození hřebci prý dokázali běžet po lánu zralého obilí jako po hřebenech vln, aniž by se jediný klas ohnul.